# Chryso-hypnum patens
Chryso-hypnum patens är en bladmossart som beskrevs av Georg Ernst Ludwig Hampe 1870. Chryso-hypnum patens ingår i släktet Chryso-hypnum och familjen Hypnaceae. Inga underarter finns listade i Catalogue of Life.